# كاسيوس ديو
لوسيوس كاسيوس ديو كوكايانوس  ولد في نيقية في بيثينيا سنة 163 وتوفي بعد سنة 229. كان عضواً في مجلس الشيوخ الروماني، وقنصلاً، وكاتباً ومؤرخاً.

## سيرته
كان أبوه كاسيوس أبرونيانوس حاكم دالماسيا وقيليقيا في زمن ماركوس أوريليوس، ومن جهة أمه كان جده ديو خريسوستوم الذي اتخذ اسم عائلة كوكيانوس تكريما لراعيه كوكيوس نيرفا. وبعد موت أبيه ترك ديو كاسيوس قيليقيا متجها نحو روما (180) وأصبح عضوا بمجلس الشيوخ. وخلال حكم كومودوس مارس ديو كاسيوس المحاماة في السلك القانوني في روما، وتولى مناصب المحتسب aedile والقسطور quaestor.
ترقى لرتبة برايتور عن طريق برتيناكس (193) ولكنه لم يبدأ تولى المنصب حتى عهد سبتيموس سيفيروس وكانت له منزلة وطيدة عند الإمبراطور. وبأمر من ماكرينوس، ائتمن على إدارة بيرغاموم وسميرنا؛ وعند عودته إلى روما ترقى إلى القنصلية حوالي العام 220. وبعدها أخذ منصب القنصل القائم على مقاطعة أفريكا، وأرسل مجددا عند عودته كموفد رمي نحو دالماسيا ثم بانونيا. وترقى مجددا إلى القنصلية في عهد ألكسندر سيفيروس عام 229؛ ولكنه تقاعد مجددا في نيقية بعد أن تدهورت صحته ومات هناك.

## أعماله
قبل أن يكتب عمله عن تاريخ روما أهدى كاسيوس ديو للإمبراطور سجلا عن أحلام ومعجزات مختلفة قد تنبأت بارتقائه على العرش (وربما نسب المؤرخ سويداس هذا العمل إلى ديو)، وكذلك فقد كتب سيرة بعض مواطنيه مثل أريانوس.
كما كتب تاريخ روما الذي يتكون من ثمانين كتابا، وقسم لعقود تمثلا بعمل ليفي، وهو يبدأ بوصول أينياس إلى إيطاليا ويستمر حتى عهد ألكساندر سيفيروس (222 – 235). ومن هذا العمل الكبير وصلتنا منه الكتب من 36 إلى 60، وتتكلم عن التاريخ بين عامي 68 ق م إلى 47 م؛ والكتب 36 و55 و60 ناقصة، ولدينا جزء من الكتب 35 و36 إلى 80 في ملخصات يوحنا كسيفيلينوس، وهو راهب بيزنطي من القرن الحادي عشر. وأما عن الجزء المفقود من الأجزاء الأولى من عمل ديو فقد عوض عنها جزئيا تاريخ زوناراس الذي تبع أعماله بدقة. وهناك شذرات عديدة موجودة في مقتطفات قسطنطين السابع بورفيروغينيتوس.
عمل ديو هو أهم مصادر التاريخ الذي يروي آخر سنوات الجمهورية وسنوات الإمبراطورية الأولى. وكان شديد المثابرة ومكنته العديد من المناصب المهمة التي شغلها من أن يجمع العديد من المعلومات. ورغم أن أسلوبه قد أثر عليه الطابع اللاتيني فقد كان أوضح من مثله الأعلى ثوكيديدس، وقصصه تظهر أسلوب جندي وسياسي خبير؛ فاللغة صحيحة وخالية من التكلف. ولكنه يقيم اعتبارا لاعتقاداته بالخرافات من المعجزات والنبوءات؛ ولم يقل شيئا عن أعمال الأباطرة الاستبدادية، والتي يظهر أنه اعتبرها شيئا طبيعيا؛ ورغم أن عمله أكثر من مجرد تجميع محض، فلا تميزه النزاهة أو قوة الرأي أو الملكة النقدية عن أغلب أعمال التاريخ.

## وصلات خارجية
- كاسيوس ديو على موقع IMDb (الإنجليزية)
- كاسيوس ديو على موقع الموسوعة البريطانية (الإنجليزية)